# Parafia Matki Bożej Różańcowej w Krakowie (Podgórze Duchackie)
Parafia Matki Bożej Różańcowej w Krakowie – parafia rzymskokatolicka należąca do dekanatu Kraków-Prokocim archidiecezji krakowskiej na os. Piaski Nowe przy ulicy Nowosądeckiej.

## Historia
Została utworzona w 1992 roku. Kościół parafialny, wybudowany w latach 1993–1997, został poświęcony w 1997 r., a konsekrowany w 2003 r.

## Zasięg parafii
Parafia swym zasięgiem obejmuje Osiedle Piaski Nowe, kilka bloków mieszkalnych osiedla Na Kozłówce oraz część osiedla Wola Duchacka Wschód.
Ulice: Białoruska 6, 8, 10, Łużycka 43, 45, 47, 49, 51, 53, 57, 63, 65, 67, 69, 71, 73c, Nowosądecka 31, 46, 48, 50, 52, 54, 56, 58, 60, 62, 64,78, 80, 82, Podedworze 2, 4, 6, 8, 10, 12, Spółdzielców 12, 15, 17, Włoska 17, 19